# Carlos Torres Pastorino
Carlos Juliano Torres Pastorino (Rio de Janeiro, 4 de novembro de 1910 — Brasília, 13 de junho de 1980) foi um ex-padre, radialista e escritor brasileiro.
Carlos dedicou-se ao estudo da Doutrina Espírita e da fenomenologia mediúnica, e como um escritor é de sua autoria o livro de bolso que tornou-se o maior best-seller de auto-ajuda no País, Minutos de Sabedoria.

## Biografia
Filho de José Pastorino e sua esposa Eugênia Torres, Carlos estudou no Colégio Pedro II no Rio de Janeiro, onde, em 1924, recebeu os diplomas de Geografia, Corografia, Cosmografia e pouco depois, de bacharel em Português. Teve mais tarde cinco filhos, de dois casamentos.

### Vida religiosa

#### Catolicismo
Em seguida, foi para Roma a fim de cursar o Seminário, vindo a diplomar-se em 1929, pelo cardeal Basilio Pompilj, para a Ordem Menor de Tonsura. A ordenação veio em 1934.
Em 1937, ante a recusa do papa Pio XI em receber Mahatma Gandhi em seu traje habitual, decidiu abandonar a batina raciocinando que o célebre pacifista indiano vestia-se como Jesus e que, como este, jamais se sujeitaria ao rigor formalista da Igreja Católica. Não há, no entanto, provas contundentes de que o papa Pio XI tenha recusado a visita de Gandhi.

#### Espiritismo
De volta ao Brasil, lecionou Latim e Grego no Instituto Ítalo-Brasileiro de Alta Cultura, além de ter também lecionado Espanhol. Nesse período, começou a exercer atividades jornalísticas, como correspondente dos Diários Associados. Foi ainda adido cultural e jornalístico da Academia Brasileira de Belas Artes, membro de inúmeras sociedades esperantistas no País e no exterior e delegado especial (Faka Delegito) da Universala Esperanto Asocio com sede nos Países Baixos. Nessa militância, foi fundador da Sociedade Brasileira de Esperanto, no Rio de Janeiro.
No dia 31 de maio de 1950, concluiu a leitura de O Livro dos Espíritos, cujo exemplar recebera por empréstimo de um colega do Colégio Pedro II e ao qual guardava com muito carinho. Nessa data, declarou-se um espírita e passou a frequentar na cidade do Rio da Janeiro o Centro Espírita Julio Cezar, no bairro do Grajaú, que foi a sua escola inicial de Espiritismo. Quase um ano depois, em 8 de janeiro de 1951, fundou com um grupo de amigos o «Grupo Espírita Boa Vontade», posteriormente renomeado como «Grupo de Estudos Spiritus» que, com a ajuda do coronel Jaime Rolemberg de Lima, deu origem ao Lar Fabiano de Cristo, à CAPEMI e ao boletim espírita SEI (Serviço Espírita de Informações).
Fundou a Livraria e Editora Sabedoria e a revista com o mesmo nome, assim como realizou palestras sobre a doutrina espírita não apenas no Rio de Janeiro mas também em outros estados do País. Chegou também a projetar a construção de uma Universidade Livre em Brasília, para onde se mudou em 1973, falecendo contudo antes de ver concretizado esse sonho.

### Como escritor
Publicou uma extensa bibliografia com mais do que cinquenta obras, muitas delas ainda inéditas. Poliglota, traduziu obras de diversos idiomas e como radialista teve a sua obra magna — o livro Minutos de Sabedoria, uma coleção de suas mensagens — propalada na Rádio Nacional. Compôs trinta e uma peças musicais para piano, orquestra, quarteto de cordas e polifonia a três e quatro vozes.
Entre as suas obras, destacam-se:
- Minutos de Sabedoria (1966), Rio de Janeiro, Spiritus (desde 1999 editado pela Editora Vozes católica);
- Teu Filho, Tua Vida (1966), Rio de Janeiro, Spiritus;
- Tua Mente, Tua Vida (1966), Rio de Janeiro, Spiritus;
- Técnica da Mediunidade (1968), Rio de Janeiro, Sabedoria;
- Sabedoria do Evangelho, Rio de Janeiro, Spiritus (vários volumes).
- Impermanência e Imortalidade (psicografado por Divaldo Franco), 2004, FEB.

O livro Minutos de Sabedoria já ultrapassou a marca de nove milhões de exemplares vendidos, tendo sido, por reincidência em mais de dois anos consecutivos, retirado da lista elaborada pela Revista Veja dos mais vendidos. A obra, originalmente destinada a subsidiar os trabalhos assistenciais e educativos do Professor Pastorino, hoje teve, após ação na Justiça, os seus direitos revertidos aos herdeiros.
Na obra Técnica da Mediunidade ele aborda, com o recurso a inúmeros quadros comparativos, numa ótica cientificista, o fenômeno mediúnico. Em seu prefácio, o General-de-Brigada Dr. Manoel Carlos Netto Souto registra:
«Pastorino volta à Terra e tenta mostrar ou demonstrar fatos que para ele são axiomáticos, fazendo o arcabouço da ponte que une o físico ao espiritual, uma vez que os considera da mesma natureza, sem irrealidades nem fantasia.»
A obra, editada em 1968, teve as suas edições póstumas proibidas pela família, praticante do catolicismo. Nela, o autor assim refere a mediunidade:
«As vibrações, as ondas, as correntes utilizadas na mediunidade são as ondas e correntes de 'pensamento'. Quanto mais fortes e elevados os pensamentos, maior a freqüência vibratória e menor o comprimento de onda. E vice-versa. (…) Tudo isso faz-nos compreender a necessidade absoluta de mantermos a mente em 'ondas' curtas, isto é, com pensamentos elevados, para que nossas preces e emissões possam atingir os espíritos que se encontram nas altas camadas.»